# Уїлерит

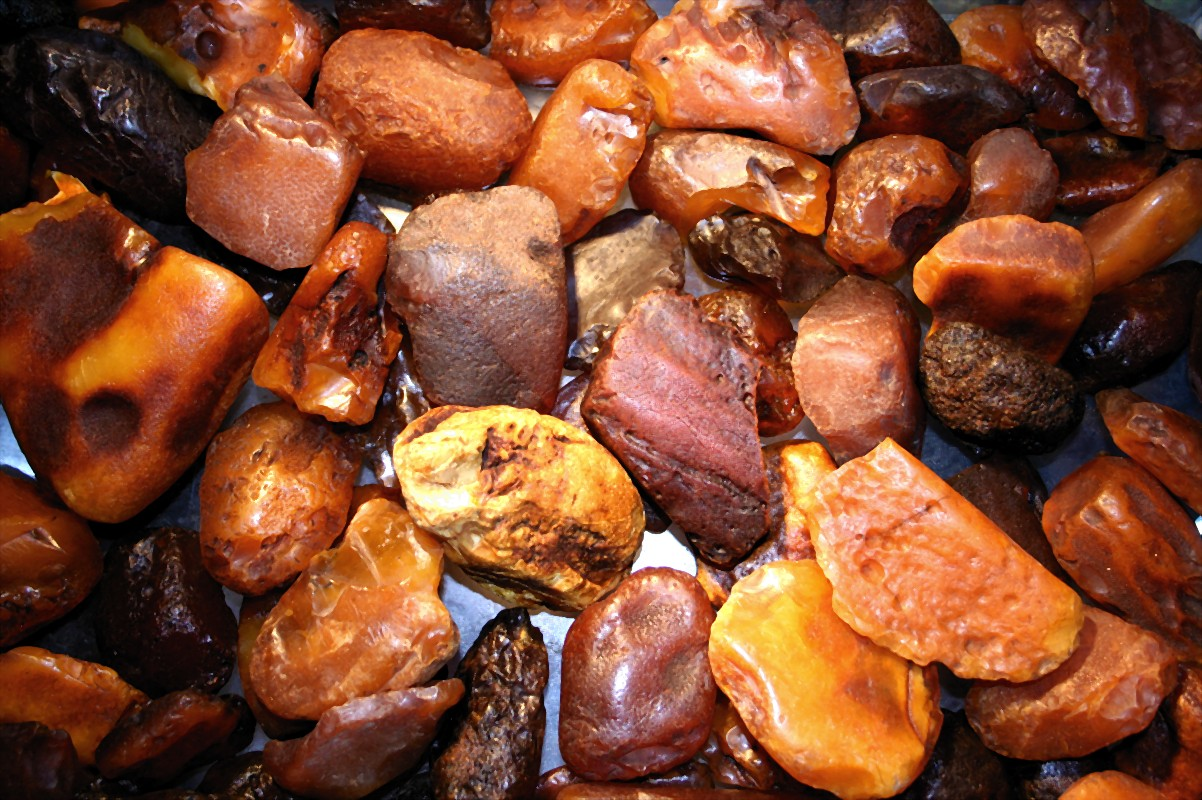
Різновиди бурштину.

Уїлерит (рос. уилерит, англ. wheelerite, нім. Wheelerit m) — бурштиноподібна викопна смола складу С5Н6О. 
Назва — за прізв. американського лейтенанта Уїлера (Wheeler), O.Loew, 1874. Син. — веєлірит, вілерит.
Колір жовтий. Крихка. Зустрічається в лігнітах, де заповнює тріщини, або у вигляді тонких прошарків в осадових породах штату Нью-Мексико (США).